# Eugenie Besserer
Eugenie Besserer (ur. 25 grudnia 1868, zm.  28 maja 1934) – amerykańska aktorka, która wystąpiła w niemych filmach i filmach z epoki wczesnego filmu dźwiękowego, począwszy od 1910. Jej najważniejszą rolą jest rola matki tytułowej postaci w pierwszy film talkie (film „gadany”) Śpiewak jazzbandu.

## Wybrana filmografia
- 1910: The Wonderful Wizard of Oz jako ciotka Em
- 1919: Najważniejsze pytanie jako pani Hilton
- 1925: Zwierzenia królowej jako Elanora
- 1925: The Circle jako Lady Catherine Cheney
- 1926: Symfonia zmysłów jako matka Leo
- 1927: Śpiewak jazzbandu jako Sara Rabinowitz
- 1929: Mosty San Luis Rey jako zakonnica
- 1929: U wrót śmierci jako pani Morgan
- 1929: Madame X jako Rose, służąca Floriotów
- 1932: Człowiek z blizną jako członkini komisji (niewymieniona w czołówce)